# Lenbachplatz

La Lenbachplatz est une place située dans le quartier de Maxvorstadt, à Munich, en Bavière, (Allemagne). Elle comprend la fontaine des Wittelsbach, la maison Bernheim, l'Ancienne Bourse et l'historiciste Künstlerhaus.  

Panorama de la Lenbachplatz (côté ouest)
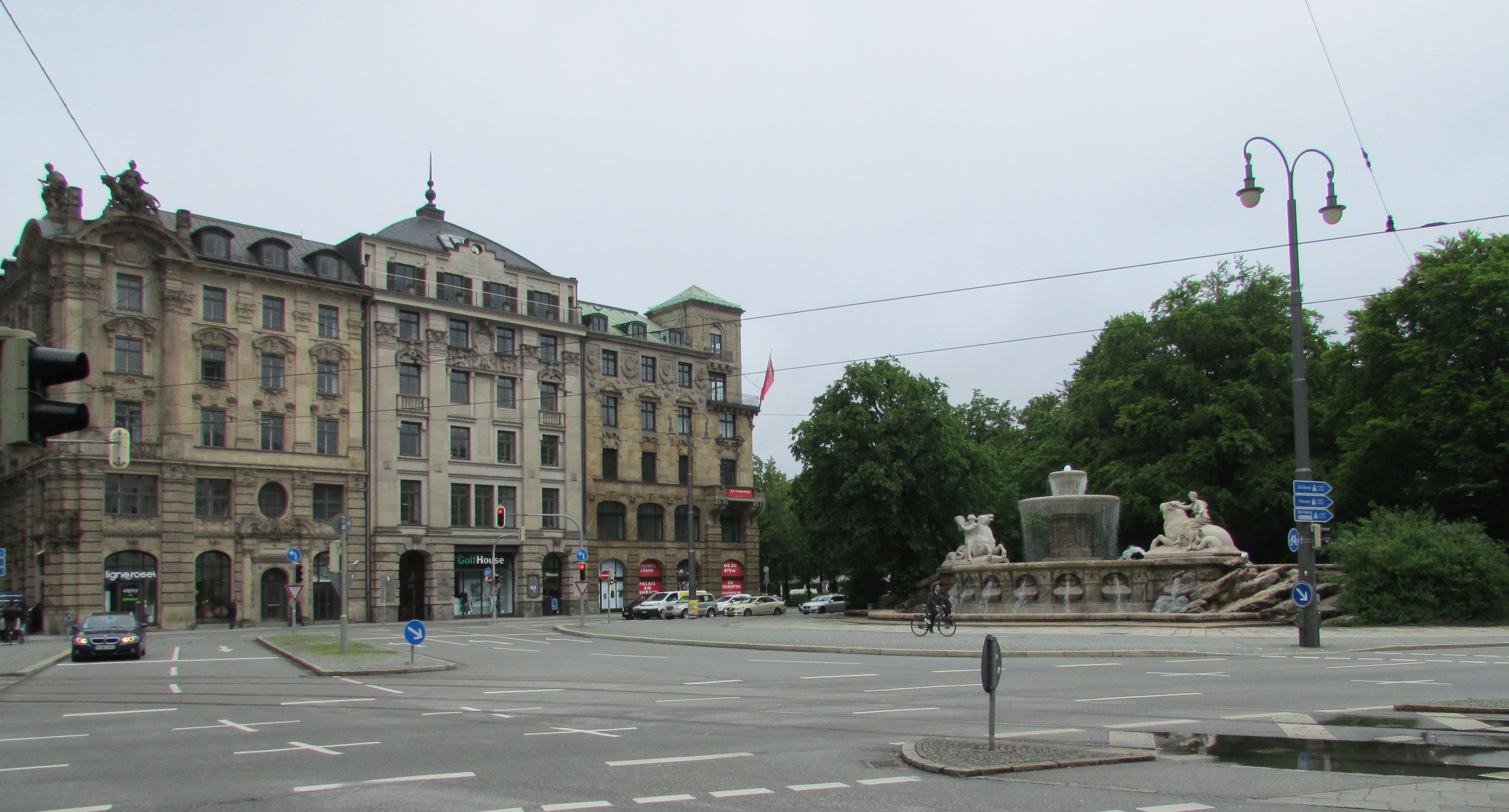
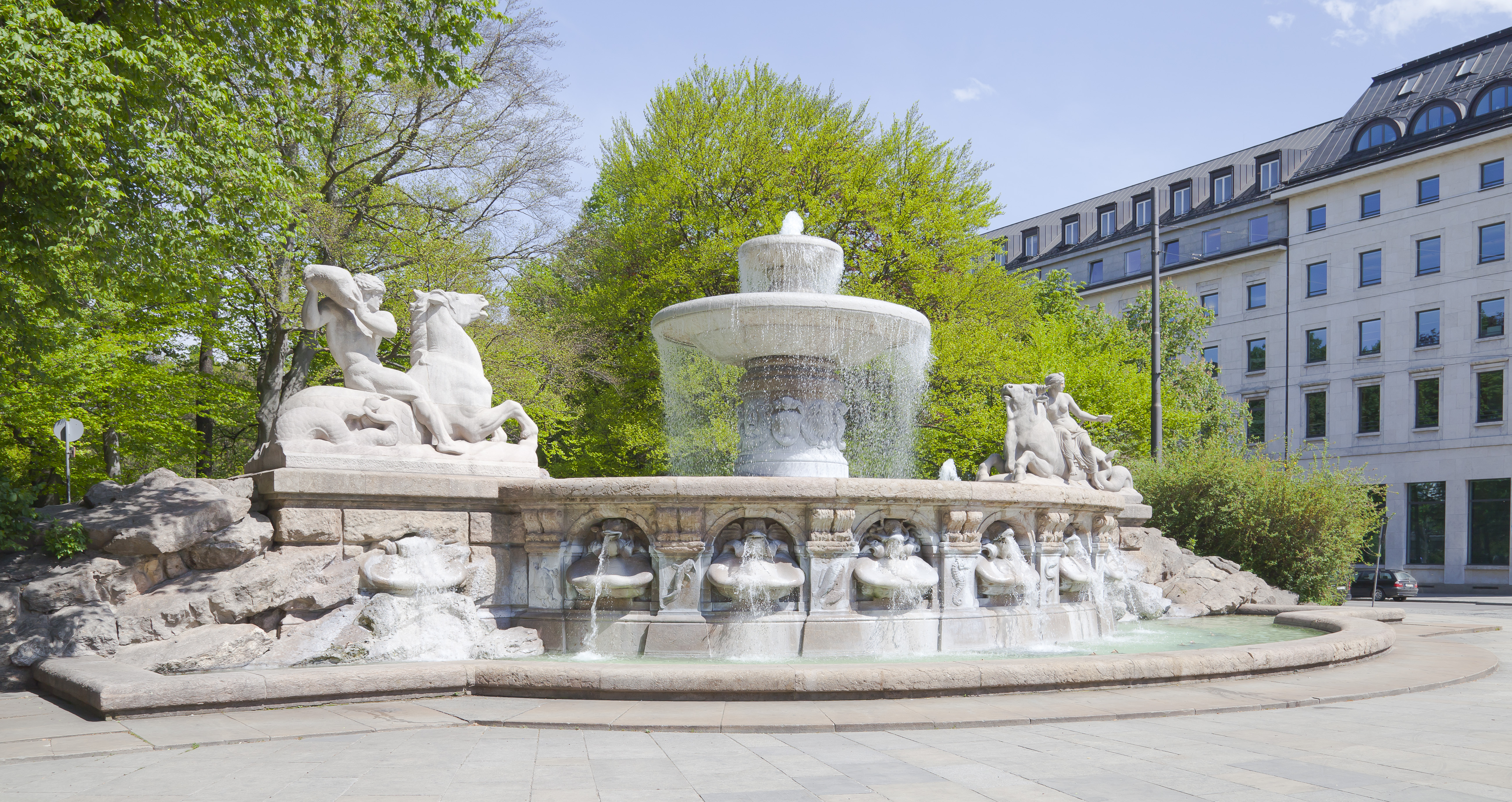
Fontaine des Wittelsbach
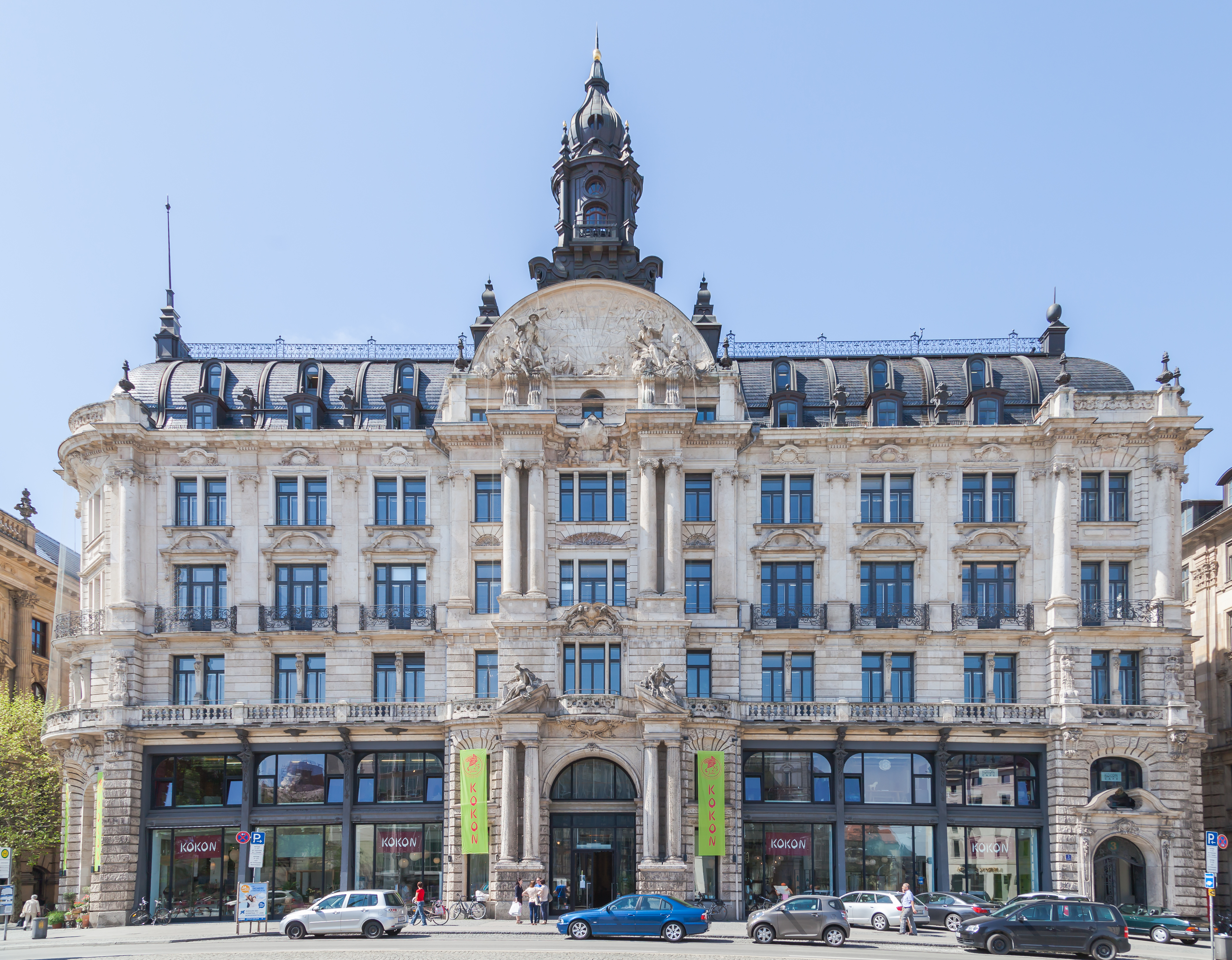
Maison Bernheim